# Lyon Athlétisme

Logo

Lyon Athlétisme est un club d'athlétisme fondé le 7 juillet 2007 à Lyon. Il est le résultat d'un accord entre les sections d'athlétisme du Lyon olympique universitaire (LOU) et de l'ASPTT Grand Lyon.
Son siège se trouve au 75 avenue Pierre de Coubertin 69007 Lyon, France, quartier sportif de Lyon. Il compte plus de 700 licenciés et dispose de trois sites d'entrainement :
- La piste d'athlétisme Mélina Robert-Michon dans la plaine des jeux de Gerland, à Lyon 7.
- Le Stade du Rhône, à Vénissieux-Parilly (Rhône).
- Le complexe sportif de Lyon la Duchère qui comprend la Halle d'athlétisme Stéphane-Diagana et le Stade Balmont.

Lyon Athlétisme est le 4e meilleur club d'athlétisme de Rhône-Alpes et l'un des 16 meilleurs clubs français classé dans la division Elite.
Plus de 120h d'entraînements sont dispensés chaque semaine grâce à l'investissement de 24 coachs.

## Sections sportives
Lyon Athlétisme regroupe 4 sections sportives :
- Ecole d'athlétisme pour les jeunes de 7 à 14 ans

- Groupe loisir : santé et Running
- Groupe compétition : à partir de 15 ans
- Section handisport

L'ensemble de ses sections évoluent sur nos trois sites d'entraînement.

## Manifestations
Le club organise chaque année, plusieurs manifestations:
Compétitions :
- le Cross des Myriades à Saint-Priest, le dernier week-end de novembre
- le Technocross (course inter-entreprises du Parc Technologique de la porte des Alpes à Saint-Priest)

Vie du club :
- Journées famille x 4 : Défi des générations (galette de rois, chasse aux œufs...)
- Journée du club (avril)

## Sportifs
(mai 2020).
Si vous disposez d'ouvrages ou d'articles de référence ou si vous connaissez des sites web de qualité traitant du thème abordé ici, merci de compléter l'article en donnant les références utiles à sa vérifiabilité et en les liant à la section « Notes et références ».
Les principaux athlètes du club sont :
- Mélina Robert-Michon : lancer du disque - championne de France de 2001 à 2017, détentrice du record de France du lancer du disque avec un lancer à 66,73 m, 5 participations aux Jeux olympiques (Sydney 2000, Athènes 2004, Pékin 2008, Londres 2012, Rio 2016). Elle prend la huitième place de la finale olympique à Pékin. En 2009, lors des championnats du monde de Berlin, elle termine 8e de la finale. Elle remporte la médaille d'argent aux championnats du Monde de 2013 à Moscou ainsi qu'aux championnats d'Europe de Zurich en 2014. Elle remporte enfin la médaille d'argent aux Jeux olympiques de Rio en 2016.
- Fanny Quenot : 100m haies. Vice championne de France Elite 2019, sélectionnée au championnat du monde de DOHA 2019, 3e du championnat d'Europe par équipe 2019.
- Caroline Métayer: lancer de disque et lancer de poids - double championne de France 2014 hiver et été au lancer de disque et championne de France Elite au lancer de poids 2019, 3e du championnat d'Europe par équipe 2019.
- Angelina Lanza : athlète handisport spécialiste du 100-200 et saut en longueur. Triple championne d'Europe 2018 (200, longueur et 4x100) catégorie T47.
- Aline Salut : lancer de marteau - double médaillée des championnats de France hiver et été de 2008 à 2014 avec notamment trois titres de championnes de France de cadette à junior. Sélectionnée six fois en équipe de France, elle a notamment participé aux championnats méditerranéens - de 23 ans en 2014.
- Estelle Perrossier : relais 4X400 m - 4ème aux championnats du monde avec le relais féminin français, vice championne d'Europe 2018.
- David Gerber : athlète déficient visuel spécialiste du saut en longueur, 6ème des derniers championnats du monde handisport (T13).
- Farah Clerc: 400 m -  championne nationale du 400 m en 2015 - championne nationale du 400 m en salle en 2017
- Kalyl Amaro : 400 m - championne de France Junior et Espoir du 400 m, vainqueur des championnats méditerranéens en salle 2019.
- Axel Zorzi : Spécialiste du 100m, recordman de France catégorie T13 (déficient visuel).
- Diane Mouillac: saut en longueur - championne de France Cadette en 2017 et 3e du championnat du monde cadette en 2017. Sélectionnée en équipe de France d'épreuves combinées (Pentathlon 2019)
- Léo El Achkar : Spécialiste 60h/110 haies, Vice champion de France junior sur 60m haies. Champion de France cadet du 110m haies. 4 sélections en équipe de France. Finaliste des Europes junior en 2017 sur 110m haies.
- Damien Berthenet : Décathlon - champion de France Junior  en 2015 - Champion de France Espoir 2018
- Earwyn Abdou: lancer du marteau - champion de France Cadet en 2016